# Prekrasnaja Ljukanida
Prekrasnaja Ljukanida (russisk: Прекрасная Люканида, или Война усачей с рогачами, da.: Den smukke Lukanida, eller hjortebillernes krig mod hornbillerne) er en russisk animationsfilm fra 1912 skrevet og instrueret af Vladislav Starevitj. Filmen er Starevitjs første (og en af verdens første) - tredimensionelle animationsfilm og er som andre af Starevitjs film historisk bemærkelsesværdig ved sin brug af tørrede insekter (biller m.v.) som stop-motion-dukker, der portrætterer alle filmens karakterer.
Filmen indeholder groteske elementer og er en parodi over datidens populære og spektakulære pseudo-historiske fortællinger fra det 
aristokratiske liv. Filmen er stum og indeholder ikke mellemtekster. For at publikum kunne forstå historien, blev der skrevet en detaljeret kommentar til filmen, som blev læst højt af specielt ansatte recitatorer i biografsalene under filmens visning.
Filmen havde premiere den 8. april (gregoriansk kalender) 1912. Filmen blev vist i biograferne indtil midten af 20'erne..

## Handling
Filmen udspiller et drama fra middelalderen med insekter som hovedpersoner med en kærlighedshistorie om dronningen af hjortebiller, Ljukanida, og grev Geros fra den rivaliserende stamme af langhornsbiller.

## Modtagelse
Filmen blev en stor succes blandt det russiske og udenlandske publikum. Stop-motion-teknikken var stort set ukendt, da filmen blev udgivet, så mange anmeldelser var forbløffede over filmen, og der blev spekuleret i, om insekterne var levende og var trænet til at spille i filmen. Eksempelvis skrev en anmelder i London-avisen "Evening News": "Hvordan gøres alt dette? Ingen af dem, der så filmen, kunne forklare det. Hvis billerne blev trænet, skulle deres træner være en person med magisk fantasi og tålmodighed. At karaktererne er biller, ses tydeligt ved en omhyggelig undersøgelse af deres udseende. Hvorom alting er, står vi ansigt til ansigt med et fantastiske fænomen i vores århundrede...".
Filmen blev restaureret i 2012 med voice over baseret på de ældre originale manuskripter og med filmmusik i form af Pjotr Tjajkovskijs "Valse Sentimentale" (1881).